# 高雄捷運列車
高雄捷運的列車皆為動力分散式的電聯車，分為重軌（高運量）以及輕軌兩種不同系統，但並未以車型編號做為區分，以下分別陳述。

## 高運量列車

#### 高雄捷運高運量電聯車
重軌高運量電聯車為高雄捷運最早營運的列車類型，採第三軌供電方式推進，全線使用鋼輪鋼軌，駛於1,435公厘之標準軌。高運量電聯車由德國西門子公司奧地利廠組裝製造，自2005年10月起陸續交車，共計126輛捷運車廂。本型列車分配於南機廠、北機廠及大寮機廠，行駛紅線、橘線。
車體及車門材質皆為不鏽鋼，製造中大量採用機器人焊接，使用壽命規格為30年，可耐海島型潮濕氣候，目標為在長期營運下保持車體美觀。車輛配色為綠白色系，座椅配置為長條型相親座，材質為霧面塑膠，位於兩側車門中央的立柱採用三叉式，分出三道支柱，可方便站立乘客抓握，手拉環則為軟質橡膠，也與台北捷運的硬質塑膠有所不同。
營運初期因捷運高雄車站臨時站月台66公尺僅可容納三節車廂，故紅線列車為一組三節編制營運。
單輛列車長21.945公尺（DM-Car車）、21.560公尺（T-Car車），寬：3.150公尺，高：3.6公尺，總長（一組三節）為65.450公尺，每輛車每側有4組門。
搭載自動列車運轉裝置，並配有駕駛員監控列車狀況，正常情況下每位駕駛在線上不會以手動駕駛。

### 高雄捷運岡山路竹延伸線高運量電聯車
高雄市政府捷運工程局2021年11月17日表示，高雄捷運岡山路竹延伸線有計畫採購10列新車（第一階段8列，擴充合約2列）供營運所需。岡山路竹延伸線機電工程由新加坡科技電子公司（STEE）及韓國現代樂鐵公司（Hyundai Rotem）合組團隊得標，現代樂鐵公司已發布新聞稿，並首次公布列車外型，大致上配色內裝都接近現行的西門子列車，但車頭線條略為圓弧。
機電將和西門子系統完全相容，因此規格類似，但在空氣清淨、煞車、節能、維護成本上有所改進。該列車和現有列車完全相容，改良空調系統，可偵測二氧化碳濃度自動提供舒適的室內空氣。另外列車緊急煞車性能也加強，以改善安全性；在維護方面，可透過列車綜合管理系統TCMS（Train Control and Monitoring System）在機廠自動分析車輛狀態和故障訊息，降低維護成本，同時通過高效率運行模式分析達到節能效果。
2023年3月再新增6組新列車，主要是提供小港林園線需求，加上2021年採購10組，共採購16組新列車，預計最快2026年可完成。

## 中運量列車

### 高雄捷運黃線電聯車
高雄捷運黃線預計採購25列具有無人化自動控制模式下自動駕駛(GoA4自動化級別)的3節車廂電聯車，列車車體由施泰德鐵路製造，控制設備則採用西門子公司系統，列車編組長度不超過60公尺，可容納440人以上，每列車有3道門（比高運量捷運少一道）；2022年，據該製造商時任副首席執行官Ansgar Brockmeyer稱，車體將以鋁製成，車輛設計將針對高溫（攝氏45度以上）高濕環境，列車將在瑞士聖馬格雷滕廠區製造。

## 輕軌列車

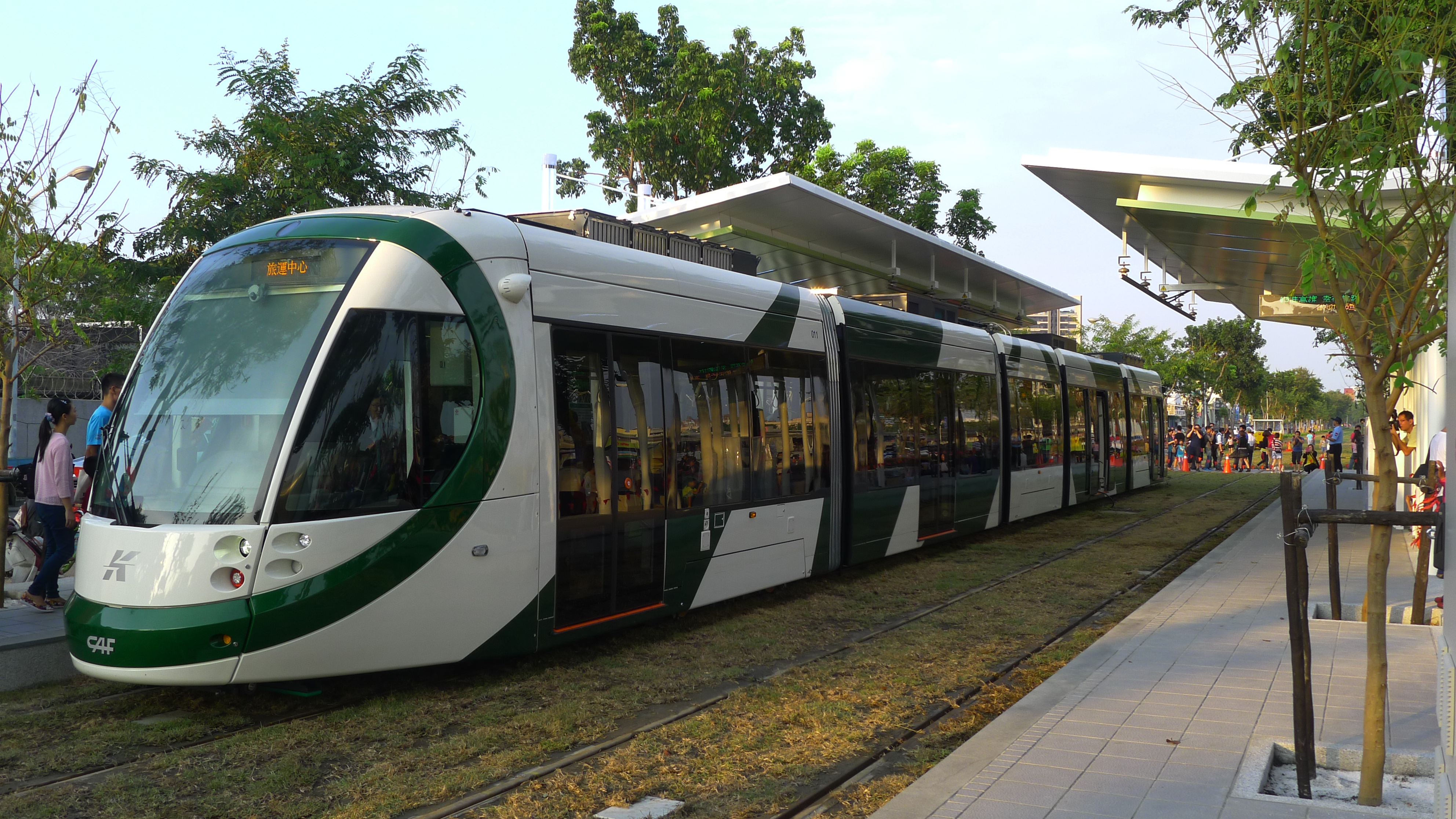
在凱旋瑞田站靜態展示的高雄輕軌CAF Urbos 3系電聯車

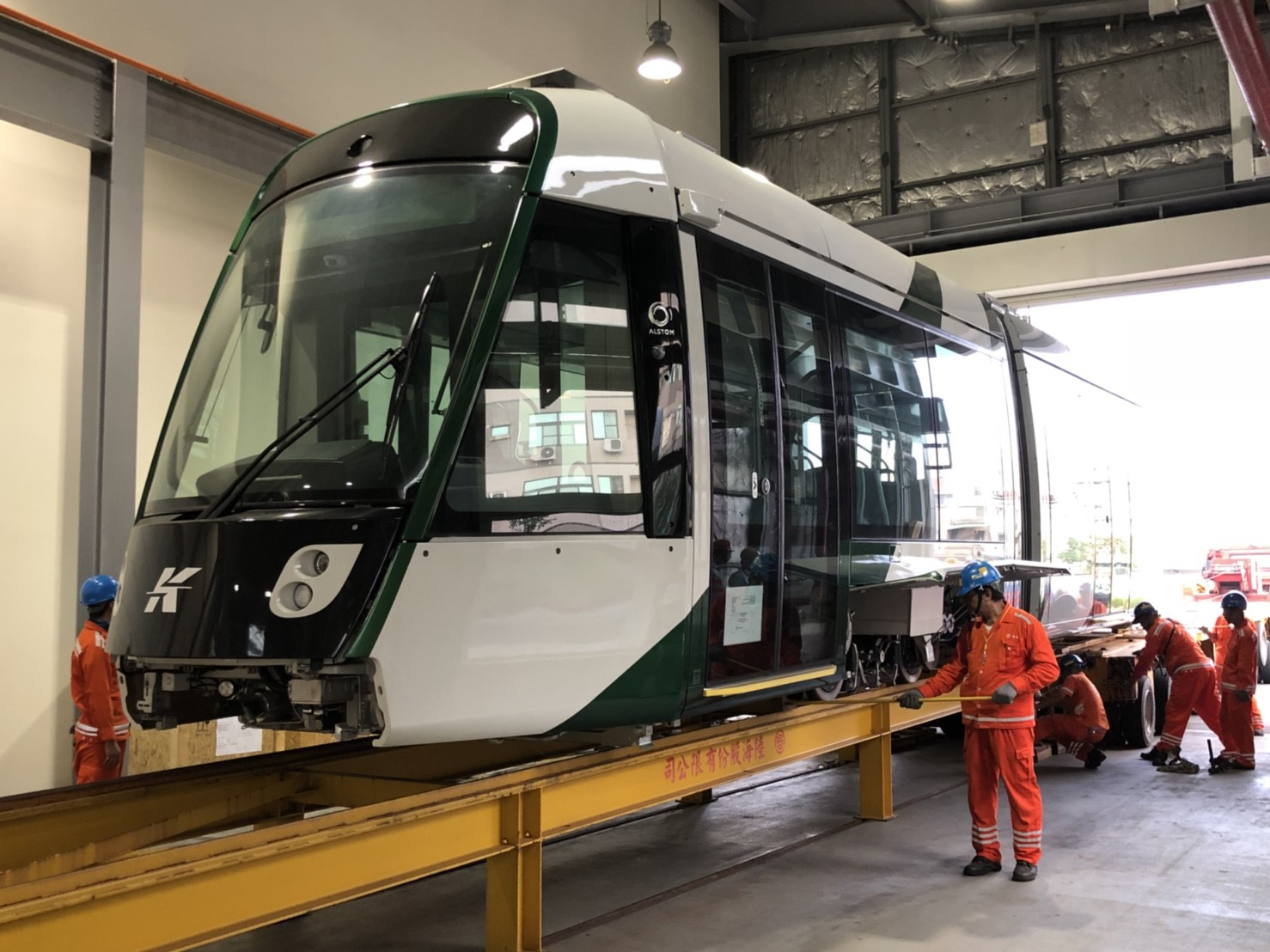
高雄輕軌Citadis X-05 305系電聯車，首列車輛順利卸載於輕軌前鎮機廠

### 高雄捷運環狀輕軌CAF Urbos 3系電聯車
本型車於高雄捷運環狀輕軌行駛的動力分散式電聯車，採超級電容電池供給方式推進，全線使用鋼輪鋼軌，駛於1,435公厘之標準軌，且軌道和台鐵工字形軌道不同。高雄輕軌為全球第一個採全線無架空線的輕軌系統。由西班牙CAF公司組裝製造，總造價新台幣165.37億元。首列列車自2014年9月運抵臺灣，第一階段將計有9列列車，第二階段全線完工預計將共有24列列車。車輛總長（一組五節）34.16公尺，車寬2.65公尺，每側配有四組對開滑門，營運初期的運量考量，全列車為一組5輛編成，並預留未來一組7輛編成的擴充性，未來將視運量增長情形，再決定是否增節至一組七節的編制。

### 高雄捷運環狀輕軌Citadis X-05 305系電聯車
於高雄捷運環狀輕軌上營運的動力分散式電聯車，是法國阿爾斯通生產的Citadis X-05系列車輛，首列列車於2018年9月5日運抵高雄前鎮機廠，並於同月27日於C15到C17站的路段，開始上線行車測試。2020年11月2日開始於籬仔內(C1)站～哈瑪星(C14)站路段上線營運，為臺灣繼台北捷運VAL256型電聯車之後再度購入由法國製造的列車。

### 增購輕軌列車
高雄市議員張博洋2024年4月2日在高雄市議會質詢時，提到高雄輕軌應該增購車輛、縮短班距，強化疏運品質。時任高雄市市長陳其邁答詢時表示，高雄市政府已經行文交通部，希望爭取經費增購14輛輕軌列車，如此班距可由10分鐘縮短至6分鐘。